# 4361 Nezhdanova
4361 Nezhdanova eller 1977 TG7 är en asteroid i huvudbältet som upptäcktes den 9 oktober 1977 av den ryska astronomen Ljudmila Tjernych vid Krims astrofysiska observatorium på Krim. Den är uppkallad efter Antonina V. Nezhdanova.
Asteroiden har en diameter på ungefär 17 kilometer och den tillhör asteroidgruppen Themis.